# 圣皮埃尔迪尚
圣皮埃尔迪尚（法語：Saint-Pierre-du-Champ，法語發音：[sɛ̃ pjɛʁ dy ʃɑ̃]）是法国上卢瓦尔省的一个市镇，位于该省北部，属于勒皮区。

## 地理
圣皮埃尔迪尚（45°14'52"N, 3°53'58"E）面积31.09 平方千米，位于法国奥弗涅-罗讷-阿尔卑斯大区上盧瓦爾省，该省份为法国中南部省份，北起多姆山省和卢瓦尔省，西接康塔爾省，南至洛泽尔省，东临阿尔代什省。
与圣皮埃尔迪尚接壤的市镇（或旧市镇、城区）包括：贝勒维拉蒙塔涅、绍姆利、罗什昂雷尼耶、圣安德烈德沙朗孔、圣乔治拉格里科勒、圣于连当斯、沃雷。

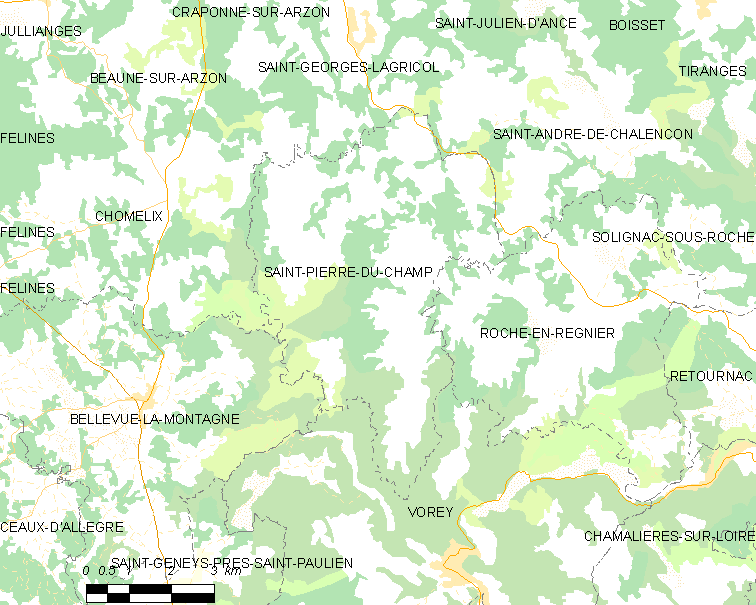
圣皮埃尔迪尚的OSM定位图

圣皮埃尔迪尚的时区为UTC+01:00、UTC+02:00（夏令时）。

## 行政
圣皮埃尔迪尚的邮政编码为43810，INSEE市镇编码为43217。

## 政治
圣皮埃尔迪尚所属的省级选区为上沃莱花岗岩高原县。

## 人口

1962-2008年间圣皮埃尔迪尚人口变化图示

圣皮埃尔迪尚于2022年1月1日时的人口数量为555人。